# Lipovac (gmina Ražanj)
Lipovac (cyr. Липовац) – wieś w Serbii, w okręgu niszawskim, w gminie Ražanj. W 2011 roku liczyła 254 mieszkańców.